# Lorton (Nebraska)
Lorton – wieś w Stanach Zjednoczonych, w stanie Nebraska, w hrabstwie Otoe.